# Raiffeisen International Bank Holding
Raiffeisen International (RI) es uno de los dos mayores bancos cotizados de Austria. RI forma parte de Raiffeisen Zentralbank Österreich AG (RZB), que es el segundo mayor banco austríaco tras Erste Bank. El Grupo Raiffeisen tiene fuerte presencia en Europa del Este.
- Datos: Q875713
- Multimedia: Raiffeisen International Bank Holding / Q875713